# 拉热讷夫赖 (奥恩省)
拉热讷夫赖（法語：La Genevraie，法語發音：[la ʒənəvʁɛ] ⓘ）是法国奥恩省的一个市镇，属于阿让唐区。

## 地理
拉热讷夫赖（48°41'5"N, 0°19'5"E）面积13.37 平方千米，位于法国诺曼底大区奧恩省，该省份为法国西北部内陆省份，北起顺时针与卡爾瓦多斯省、厄尔省、厄尔-卢瓦省、萨尔特省、马耶讷省和芒什省接壤。
与拉热讷夫赖接壤的市镇（或旧市镇、城区）包括：布吕勒马伊、费里耶尔拉韦尔里、普朗什、圣莱奥纳尔代帕尔克。

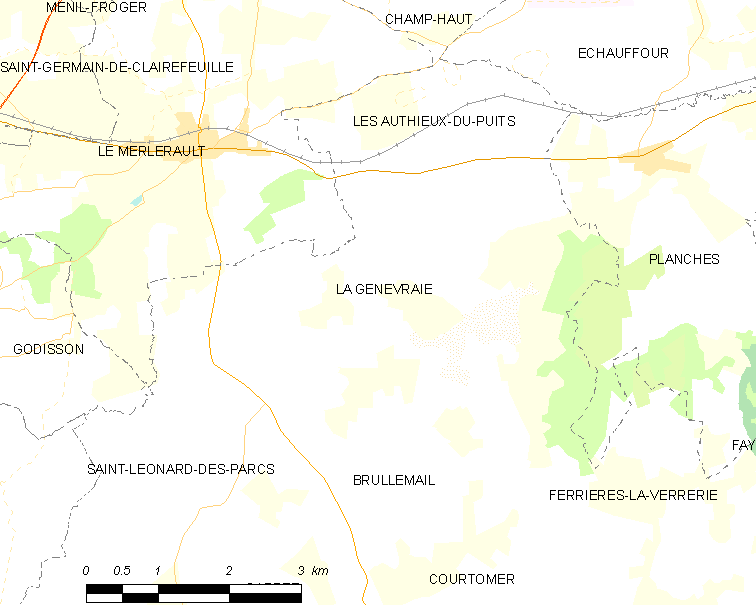
的OSM定位图

拉热讷夫赖的时区为UTC+01:00、UTC+02:00（夏令时）。

## 行政
拉热讷夫赖的邮政编码为61240，INSEE市镇编码为61188。

## 政治
拉热讷夫赖所属的省级选区为赖村县。

## 人口

1962-2008年间人口变化图示

拉热讷夫赖于2022年1月1日时的人口数量为91人。